# Connarus euphlebius
Connarus euphlebius är en tvåhjärtbladig växtart. Connarus euphlebius ingår i släktet Connarus och familjen Connaraceae.

## Underarter
Arten delas in i följande underarter:
- C. e. euphlebius
- C. e. moluccanus
- C. e. bullatus